# 宁夏回族自治区人民检察院
宁夏回族自治区人民检察院是宁夏回族自治区的检察机关，现任检察长为窦朝晖。

## 历任检察长
- 馬佩勛(1959年2月至1967年1月)
- 马钊
- 楊生桂(1980年1月－1985年6月)
- 師夢雄
- 王雁飛(2008年2月－2013年5月)
- 时侠联(2018年1月－2023年1月)
- 窦朝晖(2023年2月－)